# Гвозд (Хорватия)
Гвозд (сербская кириллица: Гвозд / Вргинмост) община с центром в Вргинмост в центральной части Хорватии, в Сисацко-Мославинской жупании. Его место расположено в Вргинмост, которое было переименовано в Гвозд с 1996 по 2012 год. В 2012 году его первоначальное название Вргинмост было восстановлено в условиях политических споров
и сопротивление правого крыла.
Население общины 2970 человек (2011), население посёлка — 1095 человек. В состав общины кроме административного центра входят ещё 18 деревень.
По переписи 1991 89,36 % населения посёлка составляли сербы. Во время войны в Хорватии Вргинмост входили в состав самопровозглашённой Республики Сербская Краина. После войны большинство сербов бежало из посёлка, позднее некоторое количество вернулось. По итогам переписи 2011 года хорваты насчитывали 68,95 %, сербы — 29,41 %.

## Достопримечательности
- Памятник восстанию людей Кордун и Бания

## Известные уроженцы
- Бранко Мамула — югославский сербский военачальник, адмирал Военно-морского флота СФРЮ, Министр обороны СФРЮ с 1982 по 1988 годы.
- Миле Новакович — сербский генерал, известный военачальник армии Сербской Краины в период войны в Хорватии.
- Павле Якшич — югославский военачальник и физик, генерал-полковник Югославской народной армии, Народный герой Югославии. Основатель Института физики, доктор философии по физике.